# Livry (Calvados)
Pour les articles homonymes, voir Livry.
Livry est une ancienne commune française, située dans le département du Calvados en région Normandie, peuplée de 750 habitants, rattachée depuis le 1er janvier 2017 à la commune nouvelle de Caumont-sur-Aure et à l'arrondissement de Vire.

## Géographie
Village du Calvados dans la région Normandie, Livry fait partie depuis 2015 du canton des Monts d'Aunay. Son territoire couvre 2 348 hectares.
Jusqu'au 31 décembre 2016, Livry se trouvait dans l'arrondissement de Bayeux. Depuis le 1er janvier 2017, elle appartient à celui de Vire.
La plus grande ville à proximité de Livry est Bayeux située au nord-est de la commune à 20 km. D'autres villes s'y trouvent non loin : Caen (40 km), Saint-Lô (27 km), Torigni-sur-Vire (19 km), Villers-Bocage (10 km), Balleroy (11 km) et Vire (37 km).
L'Aure et son affluent l'Aurette sont les principaux cours d'eau qui traversent le territoire communal de Livry.
| Sainte-Honorine-de-Ducy     | Cahagnolles | Torteval-Quesnay                           |
| Foulognes, Caumont-l'Éventé | Livry       | Saint-Germain-d'Ectot, Anctoville          |
| Caumont-l'Éventé            | Cahagnes    | Amayé-sur-Seulles (par un angle), Cahagnes |

## Toponymie
Le nom de la localité est attesté sous la forme Liberiacum en 1024.
Le toponyme est issu de l'anthroponyme roman Liberius.
Le gentilé est Livernois.
Le nom du village de Parfouru-l'Éclin est attesté sous la forme Parfouru en 1304. Ce toponyme pourrait être issu du latin profundus, « profond », et rivus, « ruisseau ». Saint-Martin-le-Vieux figure sur la carte de Cassini sous la forme St Martin le Vieil.

## Histoire
Le vicomte du Bessin y avait au début XIe siècle un château dont il reste la motte.
Gerbold, futur évêque de Bayeux, y a fondé un prieuré au VIIe siècle. Le prieuré est réputé avoir accueilli la sépulture de saint Gerbold. Ruiné, il a appartenu à l'abbaye de Saint-Wandrille.
En 1829, Livry (1 203 habitants en 1821) absorbe Saint-Martin-le-Vieux (128 habitants), au nord de son territoire.
Livry s'associe à Parfouru-l'Éclin (147 habitants) au 1er janvier 1973.
Le 1er janvier 2017, la commune de Livry fusionne avec celles de La Vacquerie et de Caumont-l'Éventé pour former la commune nouvelle de Caumont-sur-Aure. Le statut de commune associée de Parfouru-l'Éclin n'est pas transformé en statut de commune déléguée et l'ancienne commune perd ainsi définitivement son existence.

## Politique et administration
| Période                                  | Période  | Identité         | Étiquette | Qualité     |
| ---------------------------------------- | -------- | ---------------- | --------- | ----------- |
| 1971                                     | 1995     | Louis Chatel     | SE        | Agriculteur |
| 1995                                     | En cours | Jean-Paul Thomas | UMP       | Instituteur |
| Les données manquantes sont à compléter. |          |                  |           |             |

Le conseil municipal est composé de quinze membres dont le maire et quatre adjoints. L'un des conseillers est maire délégué de la commune associée de Parfouru-l'Éclin.

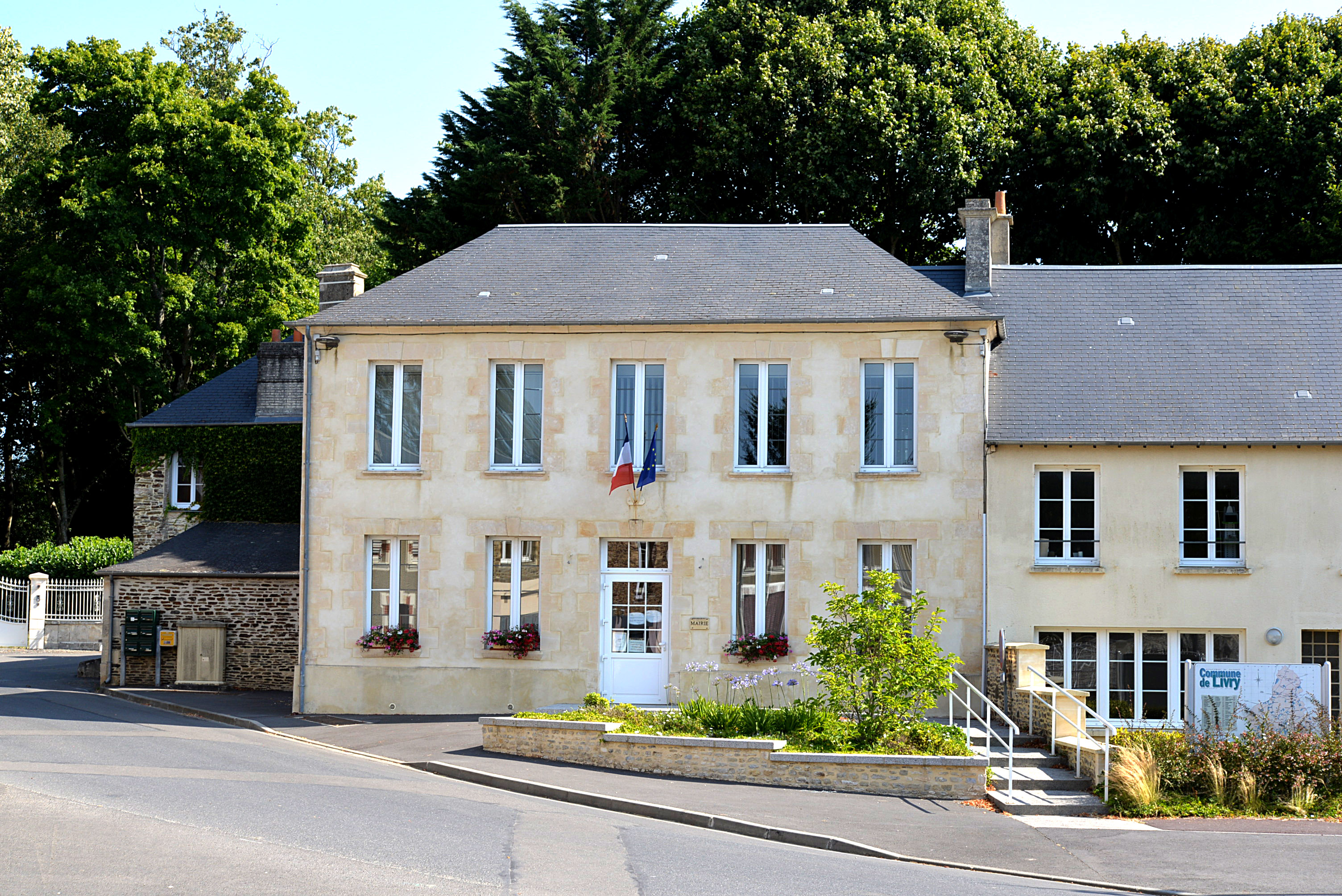
La mairie annexe.

## Démographie
L'évolution du nombre d'habitants est connue à travers les recensements de la population effectués dans la commune depuis 1793. À partir du 1er janvier 2009, les populations légales des communes sont publiées annuellement dans le cadre d'un recensement qui repose désormais sur une collecte d'information annuelle, concernant successivement tous les territoires communaux au cours d'une période de cinq ans. 
Pour les communes de moins de 10 000 habitants, une enquête de recensement portant sur toute la population est réalisée tous les cinq ans, les populations légales des années intermédiaires étant quant à elles estimées par interpolation ou extrapolation. Pour la commune, le premier recensement exhaustif entrant dans le cadre du nouveau dispositif a été réalisé en 2005,.
En 2021, la commune comptait 750 habitants, en évolution de 0 % par rapport à 2015 (Calvados : +1,58 %, France hors Mayotte : +2,49 %).
Livry a compté jusqu'à 1 452 habitants en 1806.
| 1793  | 1800  | 1806  | 1821  | 1831  | 1836  | 1841  | 1846  | 1851  |
| ----- | ----- | ----- | ----- | ----- | ----- | ----- | ----- | ----- |
| 1 403 | 1 030 | 1 452 | 1 203 | 1 317 | 1 269 | 1 271 | 1 256 | 1 250 |

| 1856  | 1861  | 1866  | 1872  | 1876  | 1881  | 1886  | 1891  | 1896  |
| ----- | ----- | ----- | ----- | ----- | ----- | ----- | ----- | ----- |
| 1 190 | 1 233 | 1 207 | 1 176 | 1 161 | 1 154 | 1 182 | 1 140 | 1 064 |

| 1901  | 1906  | 1911  | 1921 | 1926 | 1931 | 1936 | 1946 | 1954 |
| ----- | ----- | ----- | ---- | ---- | ---- | ---- | ---- | ---- |
| 1 006 | 1 026 | 1 003 | 815  | 851  | 823  | 804  | 773  | 777  |

| 1962 | 1968 | 1975 | 1982 | 1990 | 1999 | 2005 | 2010 | 2015 |
| ---- | ---- | ---- | ---- | ---- | ---- | ---- | ---- | ---- |
| 753  | 650  | 725  | 754  | 713  | 705  | 762  | 782  | 750  |

| 2018 | - | - | - | - | - | - | - | - |
| ---- | - | - | - | - | - | - | - | - |
| 737  | - | - | - | - | - | - | - | - |

| 1793 | 1800 | 1806 | 1821 |
| ---- | ---- | ---- | ---- |
| 139  | 140  | 157  | 128  |

| 1793 | 1800 | 1806 | 1821 | 1831 | 1836 | 1841 | 1846 |
| ---- | ---- | ---- | ---- | ---- | ---- | ---- | ---- |
| 376  | 275  | 373  | 380  | 372  | 322  | 295  | 309  |

| 1851 | 1856 | 1861 | 1866 | 1872 | 1876 | 1881 | 1886 |
| ---- | ---- | ---- | ---- | ---- | ---- | ---- | ---- |
| 331  | 300  | 302  | 301  | 296  | 270  | 278  | 253  |

| 1891 | 1896 | 1901 | 1906 | 1911 | 1921 | 1926 | 1931 |
| ---- | ---- | ---- | ---- | ---- | ---- | ---- | ---- |
| 263  | 245  | 251  | 243  | 216  | 188  | 176  | 179  |

| 1936 | 1946 | 1954 | 1962 | 1968 | - | - | - |
| ---- | ---- | ---- | ---- | ---- | - | - | - |
| 149  | 155  | 167  | 155  | 147  | - | - | - |

## Lieux et monuments
- Église Saint-Martin de Parfouru-l'Éclin des XIIIe et XIVe siècles. Le clocher et le pignon du chœur sont classés au titre des monuments historiques par arrêté du 4 décembre 1913[15]. Elle abrite un vitrail Meurtre de saint Thomas Becket classé au titre objet[16].
- Église Notre-Dame de Livry. Elle abrite un retable et un groupe sculpté Martyre de sainte Apolline classés au titre objet[17],[18].
- Motte tronconique de Briquessart, flanquée d'une basse-cour séparée de la motte par un fossé, cité au XIe siècle[19]. Le site, situé au sud du village, au hameau de Briquessart, et séparé du plateau par un fossé et un talus, était au début du XIe siècle la possession de Renouf Ier, vicomte du Bessin, qui participa à la révolte des barons normands en 1046[20].
- Château de Parfouru, du XIXe siècle.
- Chapelle du XIIe siècle, dédiée à Sulpice de Bayeux, qui avait le pouvoir de guérir les maladies de peau, notamment infantiles. Une statue de jeune fille, retrouvée non loin de là, orne le mur d'enceinte de la chapelle. Un peu plus loin se trouve la fontaine Saint-Sulpice.
- Château seigneurial du XVIIIe siècle.

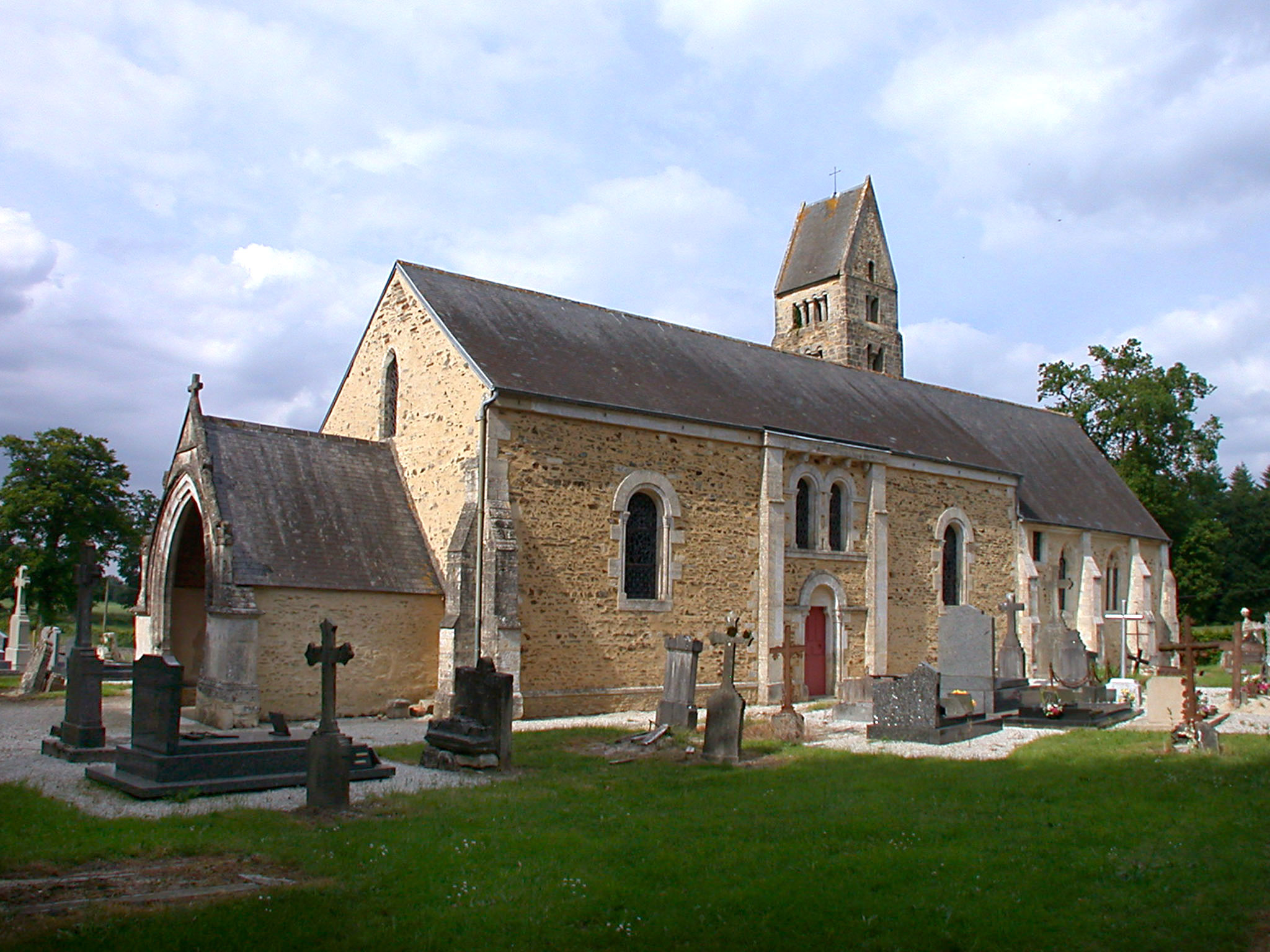
L'église Saint-Martin.
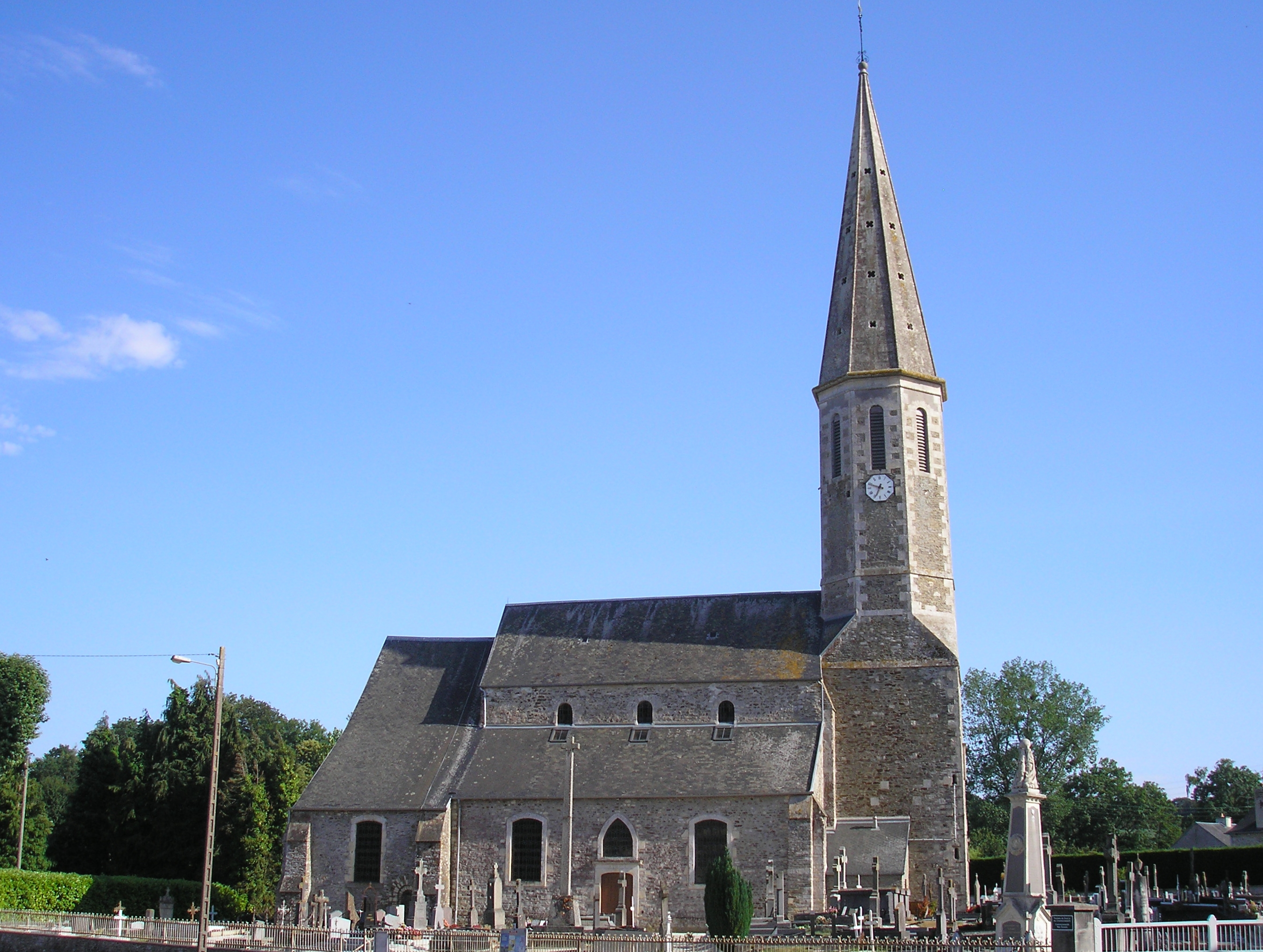
L'église Notre-Dame.
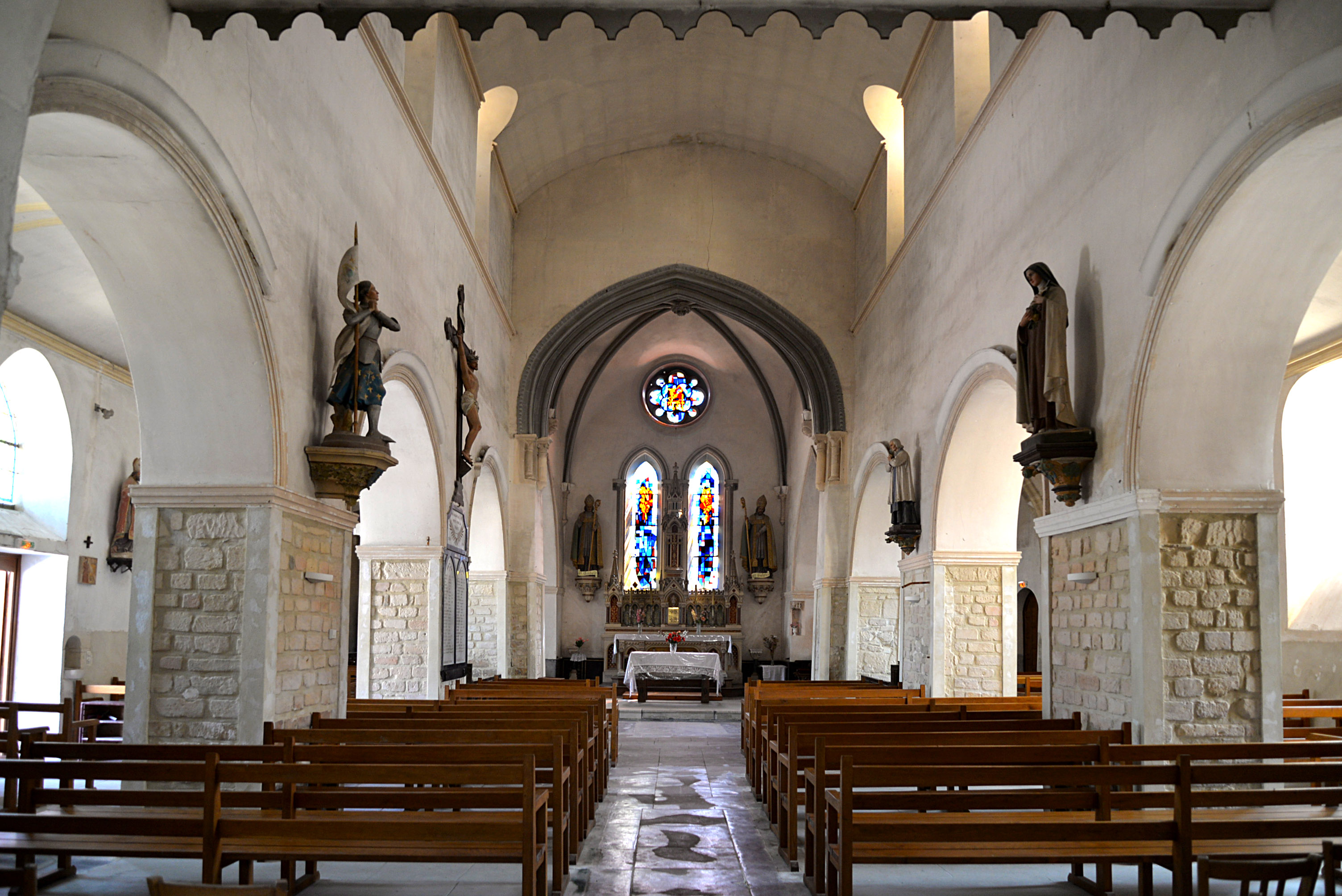
La nef de l'église Notre-Dame.
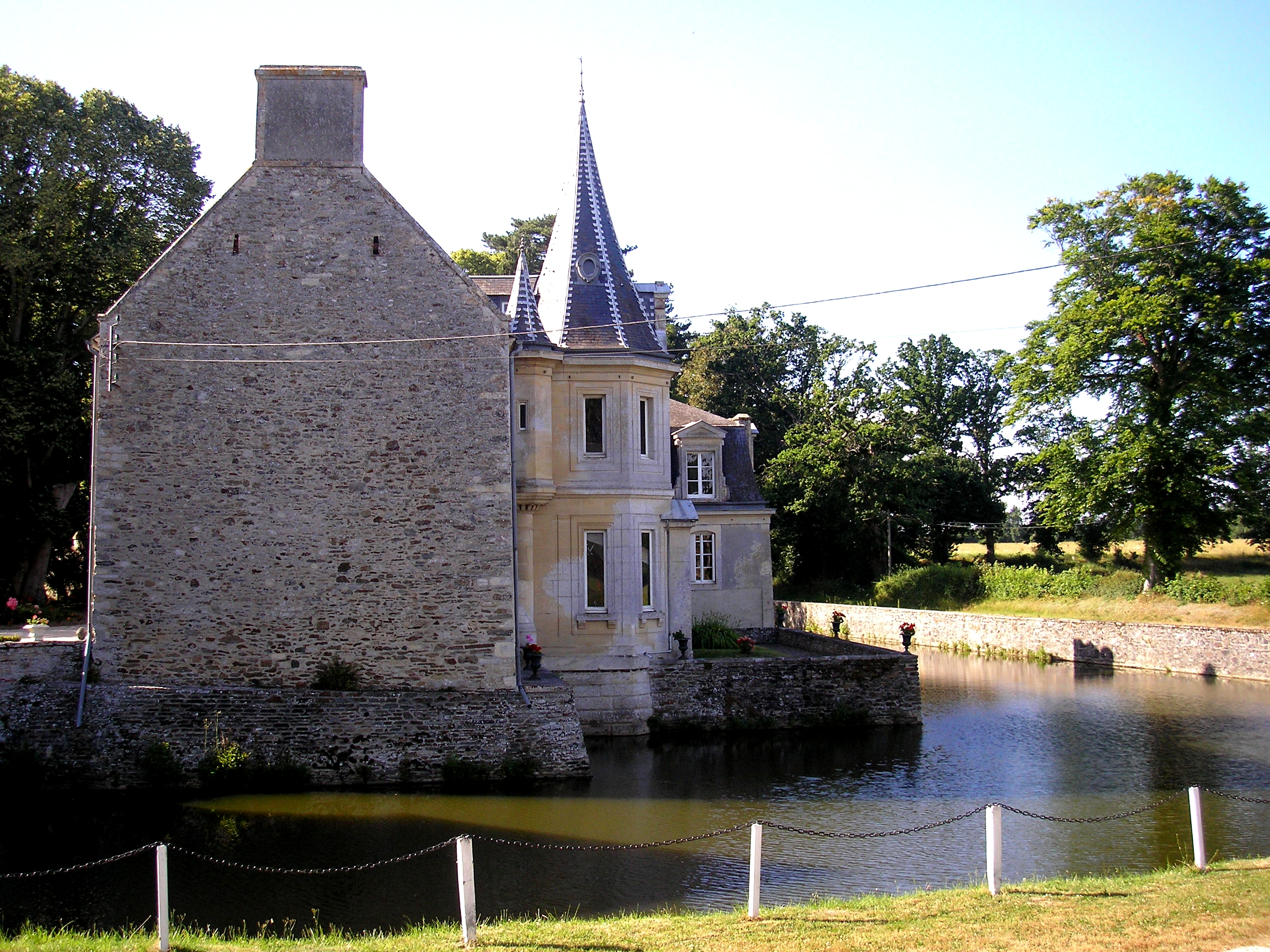
Le château de Parfouru.
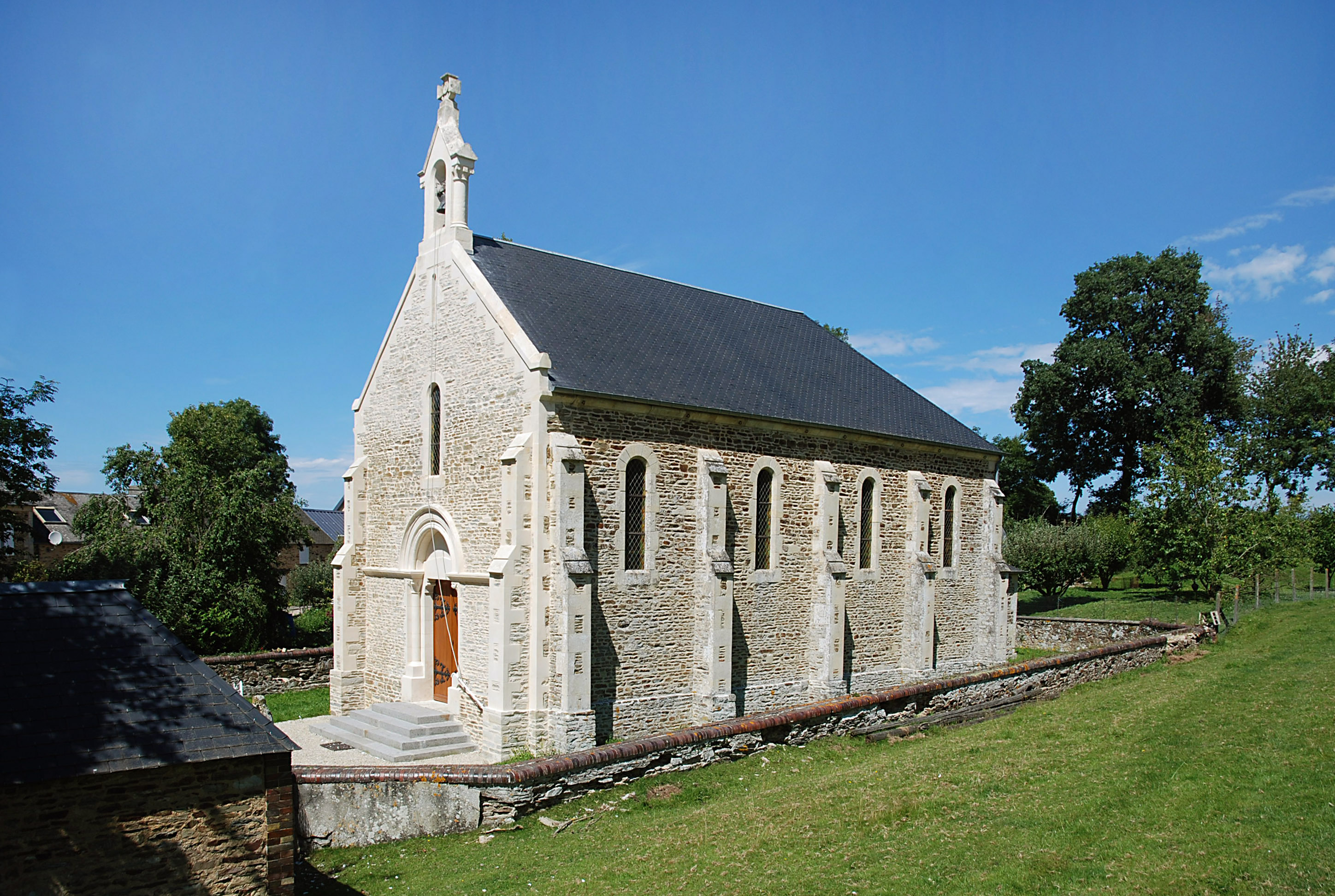
La chapelle Saint-Sulpice.
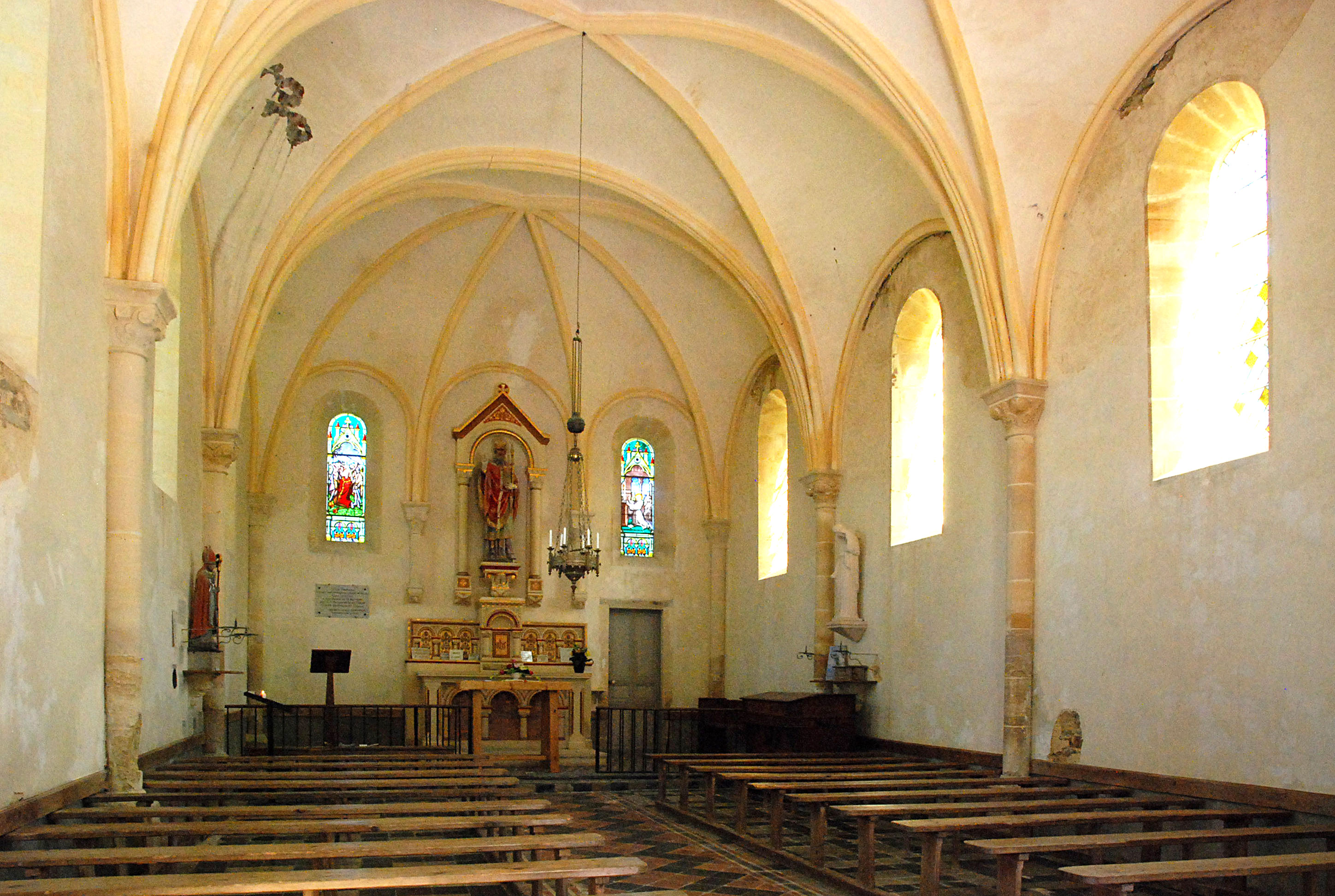
La nef de la chapelle Saint-Sulpice.
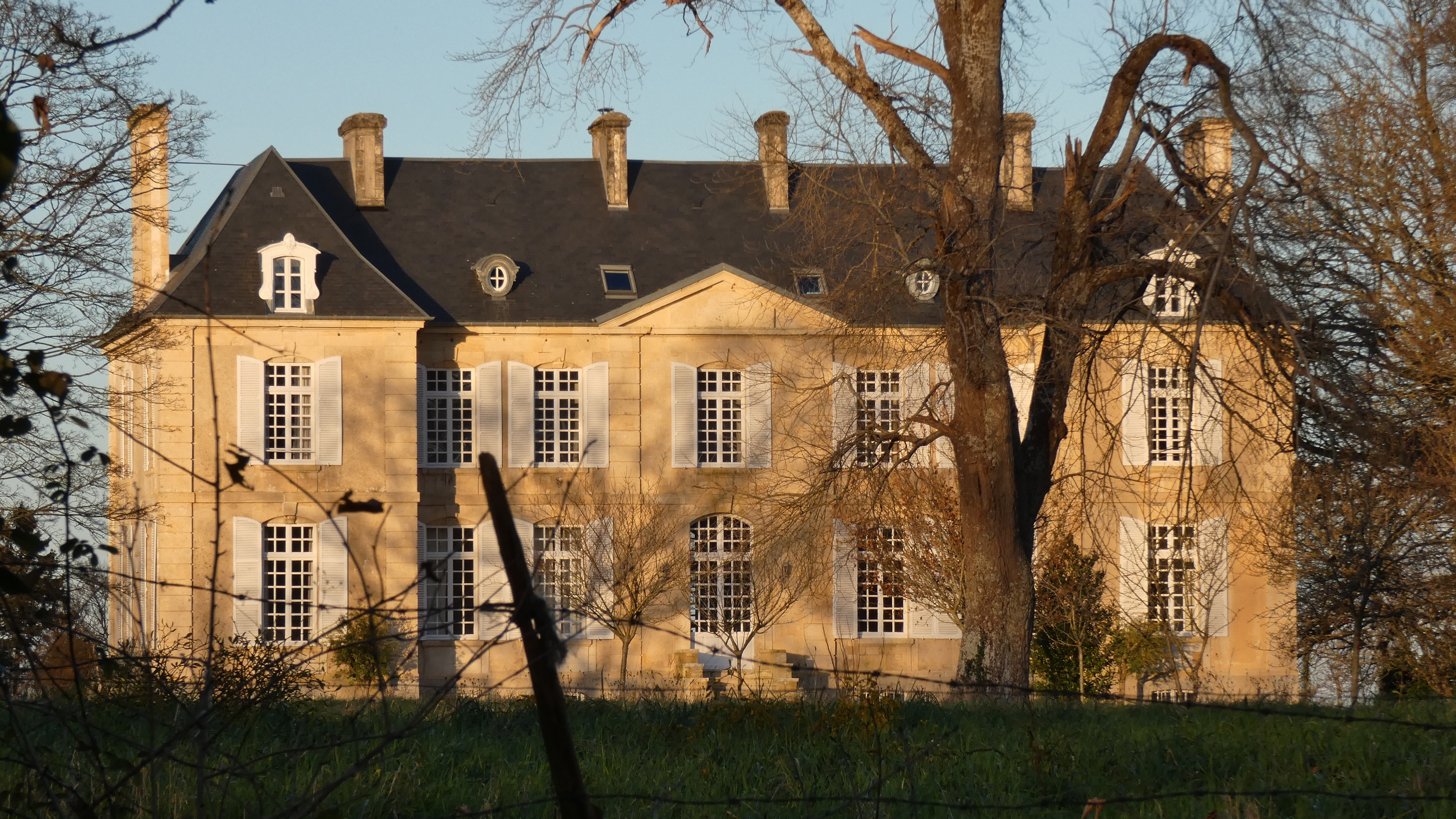
Le château de Livry.

## Personnalités liées
- Marin Guéroult Lapalière (Livry, 1745 - 1838), général de brigade de la Révolution française.